# Tetralogia Fallota
Tetralogia Fallota, zespół Fallota – złożona, sinicza, wrodzona wada serca. Tetralogia Fallota stanowi 3–5% wszystkich wrodzonych wad serca i jest najczęstszą siniczą wadą serca w okresie poniemowlęcym. Do objawów zalicza się epizody sinicy. W trakcie płaczu lub defekacji chorego dziecka może wystąpić napad anoksemiczny (ang. tet spell), w którym staje się ono sine, ma trudności z oddychaniem, jest wiotkie i niekiedy traci przytomność.
Na zespół Fallota składają się cztery elementy (tetrada Fallota):
1. przesunięcie w prawo aorty (aorta jeździec, prawostronne położenie aorty, dekstropozycja aorty)
2. duży ubytek w przegrodzie międzykomorowej
3. zwężenie pnia płucnego
4. przerost prawej komory serca, wtórny do zwężenia drogi odpływu krwi.

Te cztery wady i dodatkowo ubytek w przegrodzie międzyprzedsionkowej tworzą pentalogię Fallota.

## Patofizjologia
W wyniku zwężenia drogi odpływu z prawej komory dochodzi zarówno do podwyższenia ciśnienia w prawej komorze, jak i zmniejszenia przepływu krwi przez płuca (co prowadzi do spadku utlenowania krwi i w rezultacie sinicy). Wzrost ciśnienia w prawej komorze powoduje przeciek krwi z krążenia małego (płucnego) do krążenia ogólnego (dużego) – jest to tak zwany przeciek prawo-lewy. Oznacza to, że nieutlenowana krew z obwodu zamiast wpływać do krążenia płucnego przedostaje się przez ubytek w przegrodzie międzykomorowej do lewej komory serca i dalej do krążenia systemowego (dużego). Prawa komora w wyniku przeciążenia przerasta.

## Objawy
Objawy kliniczne zależą od nasilenia zaburzeń hemodynamicznych:
- sinica może być stosunkowo niewielka („różowy Fallot”) lub bardzo ciężka z początkiem w okresie noworodkowym, w przypadku krytycznego zwężenia zastawki płucnej lub drogi odpływu prawej komory
- szmer skurczowy, crescendo-decrescendo, najgłośniejszy nad tętnicą płucną
- napady hipoksemiczne (anoksemiczne), pojawiające się zazwyczaj między 6. a 24. miesiącem życia dziecka
- objaw kucania, dziecko kucając zmniejsza stopień hipoksemii, poprzez zwiększenie oporu obwodowego i ciśnienia końcowoskurczowego, redukując tym samym przeciek prawo-lewy
- palce pałeczkowate
- nadkrwistość.

## Leczenie
Leczenie zespołu Fallota u noworodków z ciężką sinicą wymaga zastosowania wlewu z prostaglandyny E¹ w celu utrzymania drożności przewodu tętniczego. W celu złagodzenia napadu anoksemicznego stosuje się tzw. pozycję kolankową - z kolanami przyciśniętymi do klatki piersiowej (starsze dzieci najczęściej same przyjmują pozycję kuczną). 
W niektórych przypadkach u chorych niespełniających warunków do całkowitej korekcji wady stosuje się operację Blalocka-Taussig, która zmniejsza objawy, ale nie jest operacją definitywną. 
Kompletna korekcja kardiochirurgiczna wady polega na zamknięciu ubytku przegrody międzykomorowej i poszerzeniu zwężonej drogi odpływu prawej komory serca podczas operacji w krążeniu pozaustrojowym. U pacjentów objawowych zabieg operacyjny przeprowadza się najczęściej w 3-4 miesiącu życia. Śmiertelność okołooperacyjna wynosi około 3%. Wskaźnik przeżycia w przypadkach pacjentów nieleczonych operacyjnie wynosi: 55% w 5 r.ż. i 30% w 10 r.ż..

## Historia
Ta wada serca została opisana już w 1671 przez duńskiego lekarza, przyrodnika, biskupa i błogosławionego Kościoła katolickiego, Nicolausa Steno. Do czasu opisu autorstwa Etienne-Louisa Arthura Fallota, w 1888 roku, przedstawiono co najmniej czterdzieści opisów choroby w piśmiennictwie światowym. Na prace Fallota zwrócił uwagę Paul Dudley White, i przetłumaczył je na angielski w 1931. Pierwsze próby korekcji wady wykonał Lillehei w 1954, a w listopadzie 1944 Alfred Blalock i Helen B. Taussig przeprowadzili udaną paliatywną operację tetralogii Fallota. Do sukcesu zabiegu Blalocka i Taussig w znacznej mierze, poprzez przygotowanie modeli operacyjnych na zwierzętach laboratoryjnych, przyczynił się Vivien Thomas, samouk, technik chirurgiczny i długoletni asystent Blalocka. Nie mógł samodzielnie operować, ponieważ w tym czasie nie miał stopnia doktora nauk medycznych. Pierwszy w Europie ten zabieg przeprowadził szwedzki chirurg Philip Sandblom.